# Гејл Џеферсон
Гејл Џеферсон (Ајова Сити, 22. април 1938 - 21. фебруар 2008) један је од оснивача области истраживања познате као анализа разговора. Она је данас посебно упамћена по методама и нотационим конвенцијама које је развила за транскрибовање разговора. Њен систем ознака се данас широко користи у истраживању анализе разговора и носи њено име.
Џеферсон је рођена 22. априла 1938. у Ајова Ситију, а после пресељења у Њујорк на кратко, њена породица се преселила у Лос Анђелес, где је похађала средњу школу, затим  (B.A., Dance,1965). По завршетку је докторирала (социологију) на . Године 1972. имала је привремена именовања на универзитетима у Пенсилванији, Масачусетсу и универзитету у Калифорнији (UCI и), а затим истраживачка радна места на универзитетима у Манчестеру (1978-1981), Тилбургу, Холандији (1981-1983), а почасни положај у Њујорку (1984-1985) - након чега се преселила (назад) у Холандију и удала (1987) за Алберта Стулена. Умрла је у Ринсумагесту у Холандији, 2008. године само два месеца након њеног 70. рођендана.
У пролеће 1965. године, да би испунила услов да дипломира на  са плесом као главним предметом, Џеферсон је ишла на курсеве код Харвија Сакса (1935-1975). Пошто је имала претходно искуство у транскрибовању док је била ангажована 1963. као службеник дактилограф на UCLA на одељењу за јавно здравље за транскрибовање обуке сензитивности за затворске стражаре, Џеферсон је почела транскрибовање неких од снимака који су служили као материјал од којих су развијена најранија Саксова предавања. Касније је урадила дипломски рад под његовим надзором, до када је она већ почела да се обликује на терену концептуално, као и кроз њене транскрипције на заиста фине детаље интеракције, укључујући детаље смеха, хватајући у највећој могућој мери управо оно што је рекао и како је рекао. Карактеристике Џеферсиних истраживања, за разлику од више 'структуралног' рада у Калифорнији, био је да се фокусирају на машине кроз које је конструисана интеракција и како су они распоређени из тренутка у тренутак обликовањем и реобликовањем интеракције. Њен посебан допринос је био да се открије колико је интеракција бескрајни контингент. Током последње деценије свог живота, Џеферсон је транскрибовала Вотергејт траке. Џеферсонова последња публикација, објављена је на конференцији у Шведској у јулу 2007. године у вези машина за смех. Много података за тај рад је изведено из Вотергејт материјала; у њој, она је наставила дијалог који је имала са Саксом пре више од 40 година.
Током четири деценије, за већину њених радова, није имала факултетску позицију и била је неплаћена, Џеферсонино истраживање разговора у интеракцији је постало стандард за оно што је постало познато као анализа разговора. Њен рад је у великој мери утицао на социолошке студије интеракције, али и низ других дисциплина, посебно лингвистике, комуникације и антропологије. Не би било толико истинито да је њен рад интер или мултидисциплинарни, да дисциплинске границе нису ирелевантне за њена истраживања у то што Ервинг Гофман назива „интеракционим уређењем“.